# Балка Гірка
Ба́лка Гірка́ — об'єкт природно-заповідного фонду Донецької області, ботанічна пам'ятка природи загальнодержавного значення.

## Розташування
Розташована в Амвросіївському районі Донецької області України, в околицях міста Амвросіївки з південно-східного боку, в долині річки Кринка, в Амвросіївському лісництві, квадрат 22, ділянка 8. Координати: 47° 47' 17" північної широти, 38° 33' 06" східної довготи.

## Історія
На території заказника охороняються зарості еремура показного, занесеного до Червоної книги України. До 1968 року вважалося, що ця рослина зростає тільки в балці Білий Яр, її там виявив ботанік Валерій Талієв наприкінці XIX століття. У 1968 році науковці Донецького ботанічного саду виявили ще одне місце зростання рідкісного виду у балці Гіркій. Еремур показний в Україні, крім Донбасу, зростає тільки в Криму. Статус пам'ятки природи присвоєно розпорядженням Ради Міністрів УРСР від 14 жовтня 1975 року № 780-р.

## Загальна характеристика
Площа заказника — 4,0 га. Це основна ділянка зростання еремура показного, який росте на степовому схилі південної експозиції, де подекуди відслонюється крейда. Популяція червонокнижного виду знаходиться в задовільному стані.

## Рослинний світ
Крім типового різнотравно-типчаково-ковилового степу, у верхній частині з домінуванням ковил волосистої та Лессінга, типчака та пирію повзучого, поширений петрофітний степ із чебрецю крейдяного, льону Черняєва, самосилу повстистого. Крім еремура, тут зростають крейдолюбні рослини, відірвані та ізольовані від основного ареалу, що охоплює басейн Сіверського Дінця і Дону. Серед них слід зазначити маренку крейдяну, астрагал білостеблий, молочай крейдяний, ліщицю дрібнонасінну, ковилу крейдяну, полин суцільнобілий. Подекуди зустрічаються кущики мигдалю низького, угруповання якого занесені до Зеленої книги України. Разом з ним ростуть ковила найкрасивіша, ломиніс неспражньопекучий, головатень круглоголовий, барвінок, пирій волосистий, шавлія. У балці зростає вісім видів шипшини, у тому числі рідкісні — сланцева та напівкарликова. Загалом флористичний список заказника складає 186 видів рослин. З них 7 видів занесені до Червоної книги України, 1 вид — до Червоного списку Міжнародного Союзу Охорони Природи, 2 — до Європейського червоного списку, 6  — до регіонального Червоного списку.